# Баба (специалист по обрезанию)
Баба (баш. баба) — у башкир мужчина, совершающий обряд обрезания (по мусульманскому обычаю); мифологизированное лицо, в функцию которого входило проведение обряда инициации подростков. По-башкирски бабаға биреү ‘совершить обрезание’ дословно переводится «отдать Баба». При обрезании произносят заговор.
В разных регионах баба именуется: сөннәткә ултыртыусы (от сөннәткә ултыртыу, сөннәткә биреү — из арабского сөннәтләү ‘обрезание’), южн. бабасы, среднеурал. баш. баба ҡарт буквально «баба старик».
Ауылға Баба килһә малайҙар йәшенеп бөтә торғайны (М. Мансурова). — Когда в деревню приходил Баба, все мальчишки прятались.
От слова «баба» и произошло баш. Бапай, сев.-запад. баш. Бапаҡ в значении «бука; мифический персонаж, которым пугают детей».
В русском языке есть пугающий детей своим появлением Бабай.